# Avril 1869

## Événements
- 4 avril : le gouvernement impérial du Japon s’installe à Tôkyô.
- 10 avril : fin de la « guerre des Dix Ans » à Cuba. La suppression de la représentation de Cuba aux Cortes de Madrid et les monopoles favorisant l’industrie métropolitaine avait déclenché en 1868 une insurrection générale. Les insurgés sont battus, mais l’Espagne accorde une certaine autonomie à l’île.

## Naissances
- 5 avril : Albert Roussel, compositeur français.
- 6 avril : Marc-Aurèle de Foy Suzor-Coté, artiste peintre et sculpteur.
- 8 avril :
  - Charles-Joseph-Henri Binet, cardinal français, archevêque de Besançon († 5 juillet 1936).
  - Adam Mez, orientaliste allemand († 1917).

## Décès
- 21 avril : Hermann von Meyer, géologue et paléontologue allemand (° 3 septembre 1801)